# Cultura de Kenya

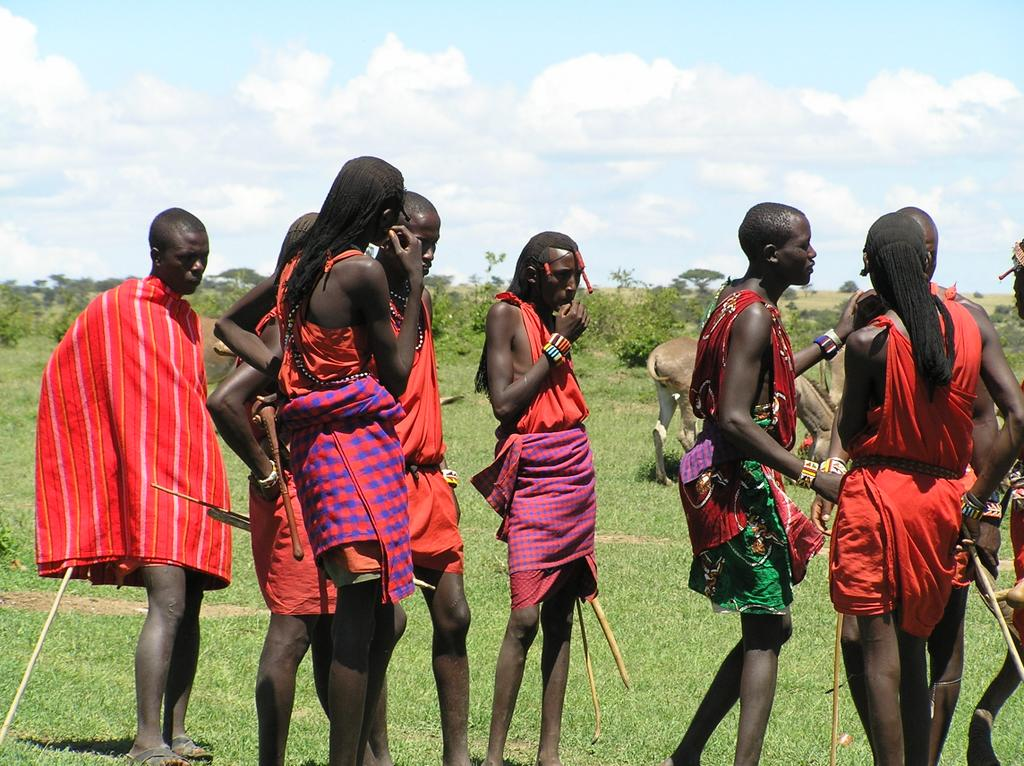
Guerrers massais.

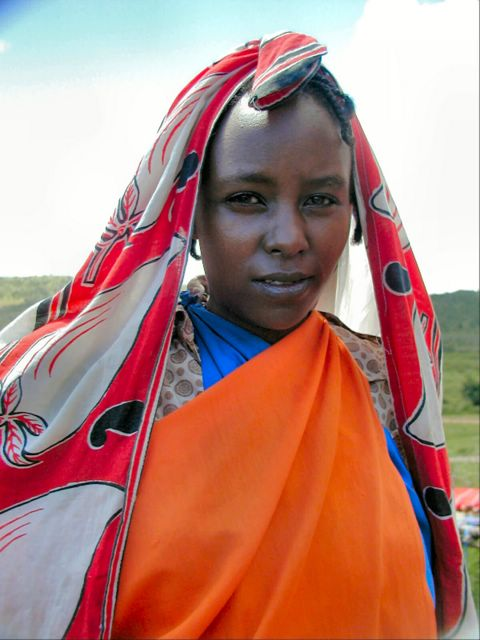
Dona amb vestimenta tradicional kenyana.

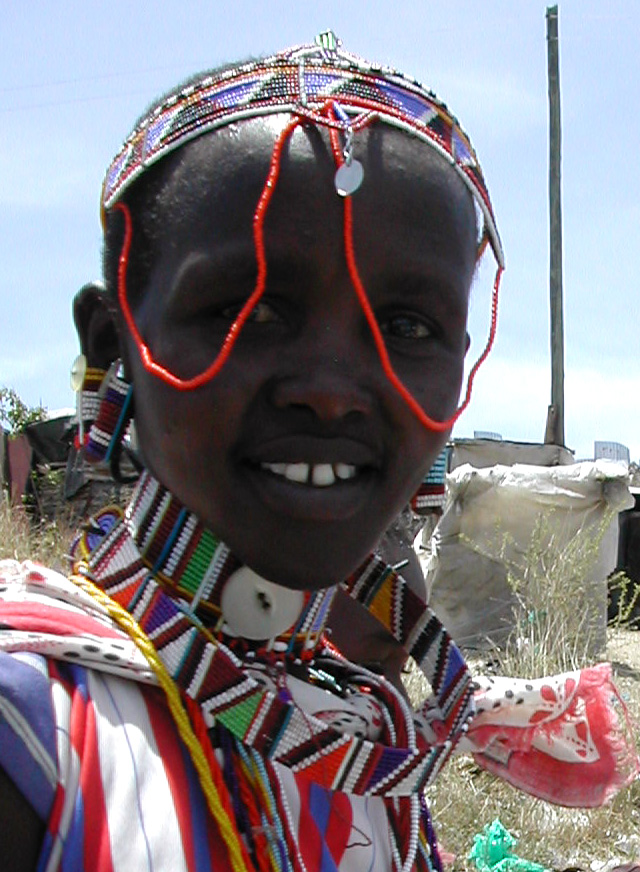
Dona massai amb tocat i vestit tradicional.

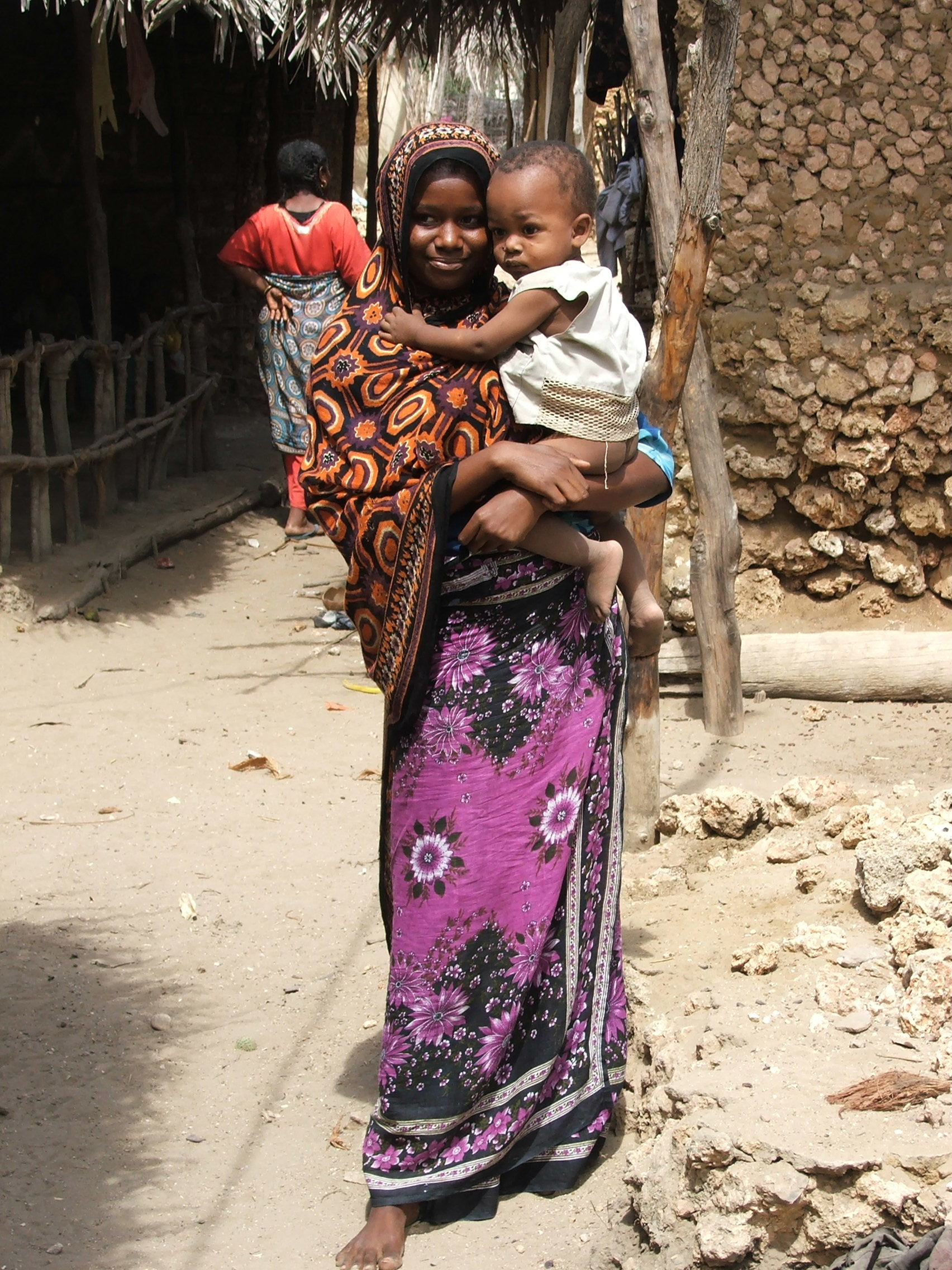
Dona vestida amb una kanga a Siyu, a l'illa Pate, al nord de Kenya.

La cultura de Kenya es caracteritza per les seves múltiples arrels, producte principalment de la diversitat de pobles originaris que conformen el país. Al llarg de la costa de Kenya, predomina el poble suahili. En el nord, existeixen diverses comunitats de pasturatge, mentre que a les regions del centre i oest del país, s'assenten una altra gamma de grups i pobles diferents. Tot això resulta en l'absència d'una cultura única i clarament identificable. Existeixen al voltant de 42 grups ètnics a Kenya, cadascun amb una sèrie de diferents patrons culturals, però la majoria d'ells amb pràctiques culturals els punts comuns de les quals s'enllacen amb la similitud de les llengües, la proximitat geogràfica i la proximitat racial.
Els grups ètnics es poden ajuntar en aglomerats majors - basats en les seves similituds culturals i lingüístiques. Existeixen tres grans categories unificadores de llenguatges: els pobles que parlen llengües bantus de la regió costanera, les Terres altes centrals i la regió occidental de Kenya, els nilòtics que principalment es troben a la Gran Vall del Rift i la regió del Llac Victòria i els kushites que està principalment compost de pastors i nòmades a la regió seca del nord-est del país. Aquests aglomerats s'assenten en una zona molt àmplia que no solament abasta Kenya, sinó també la zona est, central i sud d'Àfrica en el seu conjunt.
La cultura de Kenya és molt diversa, donades les enormes diferències entre els diferents grups ètnics que conviuen al país. La influència de la colonització britànica es manifesta sobretot en l'ús estès de la llengua anglesa en els àmbits tant comercial com cultural. De fet, a diferència de la veïna Tanzània, la majoria dels keniates que tenen al suahili com a llengua materna, parlen també amb fluïdesa l'anglès.
La major part de la literatura kenyana està escrita en anglès, si bé alguns autors, com Rocha Chimera, han fet del suahili la seva llengua literària. Ngugi wa Thiongo va començar escrivint en anglès, però en l'actualitat escriu principalment en kikuyu. Altres escriptors importants, en anglès, són Meja Mwangi, M. G. Vassanji, Grace Ogot, Wahome Muthahi i Binyavanga Wainana, guanyador del premi Caine de l'any 2002.
Ostenta tenir la tomba de Robert Baden-Powell, fundador de l'escoltisme mundial.

## La pintura

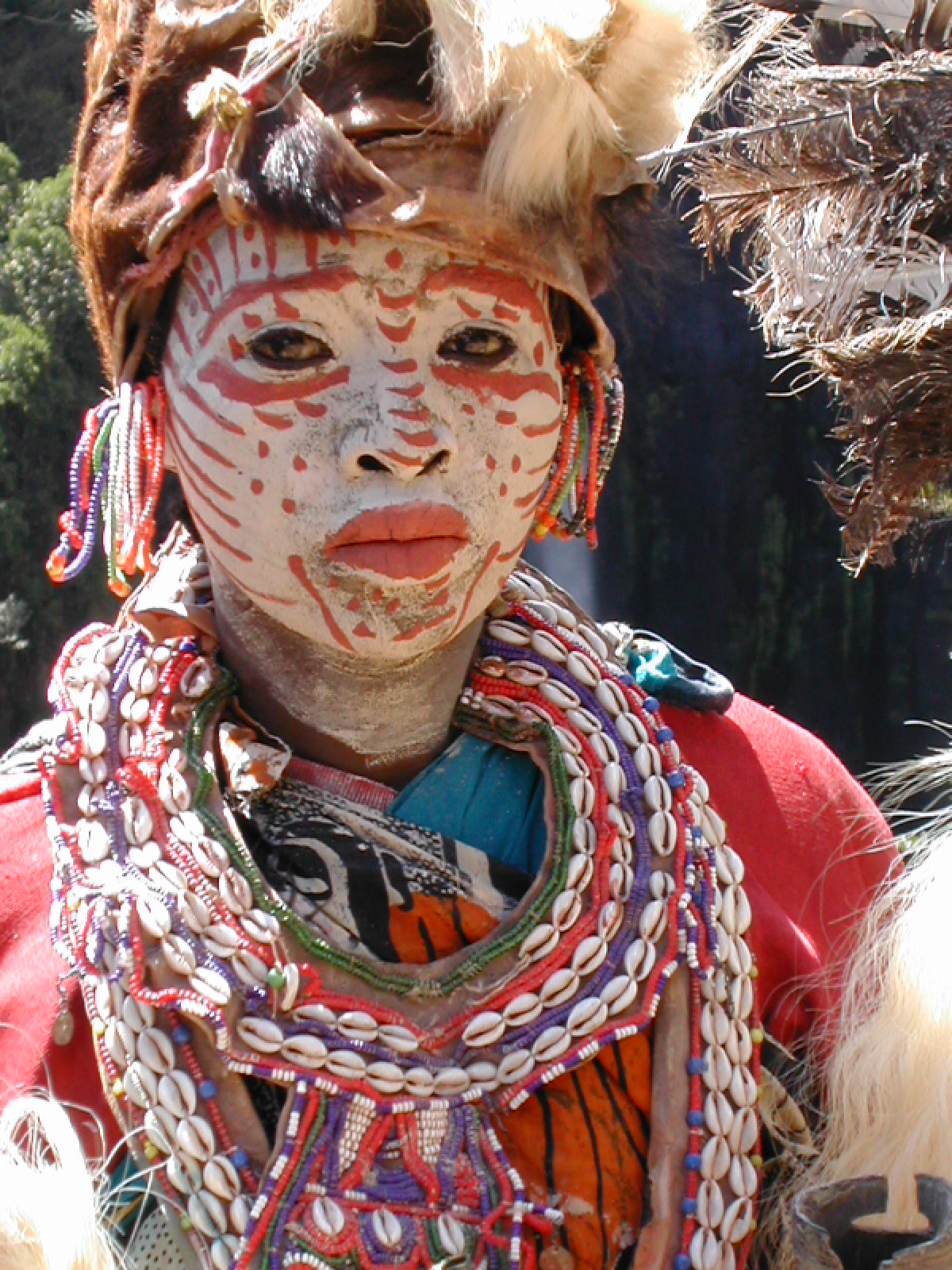
Dona d'ètnia kikuiu amb abillament tradicional.

Les galeries són nombroses a Nairobi. Les primeres van néixer en els anys seixanta al centre, a prop dels hotels, és a dir, a prop dels llocs de venda, sovint ajudades per fundacions angleses. La galeria Paa Ja Paa Arts va ser cremada el 1997, i perdé una important part de la seva col·lecció. Però el seu propietari no va perdre l'esperança tot i el desastre i va crear un nou espai on es reuneixen poetes, pintors i músics.
L'altra galeria històrica n'és Watatu, al centre. Animada per Ruth Shaffner, va ser el bressol de l'art contemporani a Kenya. La galeria valorava obres d'artistes sovint autodidactes, amb estil narratiu i pintant grans escenes característiques molt acolorides o deixant lliure curs a seqüències.
Altres galeries van prendre el relleu com el Nairobi Museum, el Village Market o la Maison francesa. La més innovadora de les galeries és, certament, RaMoMa (Rahimtulla Museum of Modern Art), i el projecte de la qual és constituir amb paciència i mètode una col·lecció d'obres contemporànies de referència: pintures, escultures, dibuixos, indústries tèxtils… Als artistes, els agrada agrupar-se en escoles o en estudis per compartir inspiració i tècniques il·lustrades.
Hi ha dues associacions que van tenir-hi un paper molt important. En primer lloc la Ngecha Artists Associaciation. Ngecha és una associació situada a Limuru, a prop de Nairobi. Fa vint anys, tot el poble pintava i es dedicava a distintes formes d'expressió artística, de l'escultura a la ceràmica. Avui el taller és poc actiu, ja que manquen mitjans.
Una quinzena d'artistes més joves va preferir agrupar-se en el Banana Hill Studio, que se situa també prop de Nairobi. El taller és animat per Shine Tani, un antic nen del carrer que després d'haver estat en un circ va entrar en el món de la pintura. Organitza períodes de pràctiques i garanteix la promoció dels quadres d'una alegre banda de pintors amb un estil relativament homogeni. Volen escenes còmiques de la vida rural, tant com escenes emocionants del món contemporani: barris de barraques, lladres, prostitutes... D'entre els pintors que van passar per l'estudi, alguns exposen a l'estranger, com Joseph Cartoon, King Dodge, Meek Gichugu...
Una associació més recent, Kuona Trust, es va instal·lar en el Museu de Nairobi. Juga el rol de la professionalització dels artistes i intenta agrupar pintors resultants de les escoles d'art o de la universitat. Una trentena d'artistes freqüenten assíduament el taller sota la direcció de Judy Ogana.
Tres figures destacades van treure la pintura kenyana de l'"estil afrosaxó". Encara que sigui ugandès, Jak Katarikawe es considera un dels pares fundadors de la pintura de Kenya. Començat en els anys setanta, es va anomenar el "Chagall d'Àfrica central" per a la seva imaginació i la llibertat que prenia respecte a la figuració tradicional i la seva preferència per una paleta tova de rosa i de blau, reproduint escenes rurals, de vaques i ocells sobretot, amb característiques inspirades pel record de Kiga, la seva regió d'origen, prop del llac Victòria.
Sane Wadu n'és l'altre talent consagrat. Ven en tot el món. Va desenvolupar un estil més expressiu que estrictament descriptiu. Pinta escenes de ciutat, plenes d'una munió densa que es pressiona, s'entremescla, s'aixafa, s'obstrueix sota el pes de la condició humana en un espai on tota referència a la perspectiva ha desaparegut. La degana de les dones pintores és Rosemary Karuga. Va tenir l'oportunitat d'estudiar a l'School of Fine Art de Makerere College, abans de guanyar nombrosos premis. Després va evolucionar de la pintura a l'oli a l'encolat, quan el preu de materials convencionals -teles, pinzells i tubs- es va tornar massa elevat per a la seva modesta beca. Ara retalla parts de paper per dir de manera acolorida i expressiva la vida del seu poble i les històries d'animals.
James Mbuthia intenta sortir de l'infern de l'ingenu africà en qui es complauen els seus antics amics del "Banana", sense per això abandonar les representacions que prefereix: dones al mercat, mares i nens entrellaçats, nens amb el seu animal familiar.
Daniel Kinyanjui proposa escenes d'amor. La natura és un tema recurrent per a Jacob Njoroge, però la tracta de manera al·legòrica. Hi ha també altres pintors de Kenya representats aleatòriament en les exposicions: Richard Kimathi, Michael Mbai, Richard Onyango, Shade Kamau, Tabitha Mburu, Amos, Sabatian Kiarie, Peter Ngugi, Kama Shah, Samuel Githui, Elijah Ooko… Alguns afirmen la seva predilecció pels animals del món salvatge i reconeixen no haver vist mai de prop un lleó o un elefant. Pinten, generalment, seguint fotografies o còpies.
Si els homes dominen àmpliament l'escena artística, les dones no hi són absents. Es compta una trentena d'artistes dones que exposen ocasionalment. El seu treball reflecteix la feminitat i expressa les seves alegries, les seves frustracions, les seves conquestes també, i la complexitat de ser una dona en una societat en transició; s'han valorat actualment. Béatrice Ndumi recull diferents objectes, generalment perles i cauris, que cus sobre tela per formar figuretes enigmàtiques.
En una vena menys naturalista, Carolyn Njeri pinta sobre fibres de plàtans paisatges ombrejats i borrosos que tendeixen cap a l'abstracció.
"The stru" de Jane Githingi mostra una petita dona desesperada, a punt de ser absorbida per un corrent de marea de formes que recorden les seves pors indefinides i l'opressió sexual.
Les dones militants exposen també. Tabitha Wathuku es considera com una "missatgera". Utilitza la tela per a fer espai a la llibertat. Diu a les dones: no us disculpeu mai de ser una dona! 
Existeix una pintura "blanca" kenyana. Tres artistes blancs intenten escapar-se fora d'una classificació massa estreta i arriben, per diferents camins, a síntesis personals.
Timothy Brooke, instal·lat a Kenya des de 1947, abans va concebre 26 pintures a partir de les fotografies que havia pres en el rodatge d'Out of Africa. S'exposen ara a l'hotel Norfolk, amb un estil molt colonial.
A l'hotel Serena de Nairobi, es descobreix també una sèrie magnífica sobre el Samburu, les dones amb la cara encastada de perles tornada cap al sol. Brooke té una consciència aguda de l'autonomia del camp il·lustrat; "un art d'equilibri, puresa i pau" per a reprendre l'ambició que va ser la de Matisse.
Mary Collis alterna, segons els reptes que es dona en un moment donat, l'abstracte amb una paleta enèrgica de colors elèctrics i la referència explícita al postimpressionisme en jardins pacífics i radiants. És pròxima als joves talents de Kenya.
Géraldine Robarts és una altra artista realitzada. Va ser professora a Makerere entre 1964 i 1972, on va introduir la tècnica del batik, un mètode que consisteix a cobrir algunes zones d'un teixit amb cera per a impedir la seva impregnació pel tint. Amb objectes com teles, fulls de cartró, parts d'alumini, trossos de corall, Géraldine Robarts té una sorprenent força de creació.

## La literatura contemporània
Les novel·les, notícies, relats i obres teatrals són nombroses, però difícils de trobar fora de Nairobi si no han atret l'atenció dels grans editors. En aquest àmbit també, l'anglès domina com a llengua d'expressió, una situació que crea un dilema per als autors que lluiten per aconseguir un lectorat local i per trobar canals de publicació.
Indiquem els esforços de la col·lecció Heinemann's African Writers Series. Els tres grans autors de Kenya són Ngugi wa Thiong'o, Meja Mwangi i Charles Manga. Tenen conjuntament el fet d'expressar en una ja abundant obra la recerca d'identitat de l'individu negre davant l'alienació del món modern, però la seva escriptura utilitza vies diferents.
En una vena menys amarga que Ngugi wa Thiong'o i Meja Mwangi i sense esperit de conflicte, Charles Manga va crear una forta impressió amb la publicació de So of Woman el 1971, quinze anys més tard de Son of Woman of Mombasa, en què esmenta les seves pròpies desil·lusions davant el matrimoni, l'amistat i la política. Les seves descripcions de la vida diària són plenes d'humor; el realisme es torna de vegades cap a l'obscenitat com en un altre autor de talent, David Mailler (My Dear Bottle, 1973).
Escriptor de teatre molt prometedor, Francis Imbuga (Shrine of Tears, 1993) es pregunta sobre el futur de la cultura africana.
Un altre jove autor, consagrat el 2002 per Caine Prize, Binyayanga Wainaina, explica en Discovering Home la tornada difícil d'un jove de Kenya emigrat a Sud-àfrica al seu poble nadiu.
Una autora coneguda n'és Grace Akinyi Ogot, que va començar la seva carrera escrivint guions per a la BBC, abans d'entrar en política i convertir-se en parlamentària.
Altres escriptors contemporanis mereixen ser citats, com ara: Thomas Akare, Sam Kahiga, Bramwell Lusweti i Martha Gellhorn.

## La música
La música de Kenya comprèn un vast panorama de gèneres de música tradicional associables a les nombroses ètnies del país, però també moltes formes de música pop, entre les quals destaca el benga.

### Música tradicional
Cadascuna de les nombrosíssimes ètnies de Kenya té la seva pròpia tradició musical. L'occidentalització de Kenya i la difusió de gèneres populars importats (sobretot el gospel) ha contribuït en declinar d'aquestes tradicions, que avui estan representades sobretot a les zones rurals i en pobles tradicionalment més aïllats, com els mijikenda o els turkana.
En general, la música tradicional kenyana emfatitza les percussions, usades sovint en ensemble que donen lloc a ritmes i poliritmes complexos. A la rítmica s'acompanyen sovint cants estructurats, en els quals el cor i els solistes interactuen seguint una varietat d'esquemes recurrents; aquests van del difundidíssim "crida i resposta" (comuna també a la música centreafricana i d'Àfrica oriental) a solucions més elaborades, igual que les "competicions" de solistes dels massais o el pakruok dels Luo, en les quals a la meitat de la cançó la música disminueix i es baixa de tonalitat, i els cors deixen el lloc a un solista. La música dels pobles costaners o de les illes, igual que els Taarab, es nodreix de la influència de la música àrab i índia.
Igual que en gran part d'Àfrica, la música kenyana és en general concebuda com a activitat física i està estretament relacionada amb la dansa.

### Rol social
Igual que ocorre normalment en Àfrica subsahariana, la música tradicional a Kenya és gairebé sempre interpretada com a acompanyament d'esdeveniments o activitats socials (ritus religiosos, cerimònies polítiques, festes, competicions esportives, o també el treball diari). La música luo, per exemple, comprèn una vasta gamma de subgèneres associats a diversos moments de la vida del llogaret: el teo buru es toca en els funerals, el dudu a les festes de la cervesa, el nyawawa en diversos ritus religiosos i durant les pràctiques endevinatòries. Els bajuni, en canvi, són coneguts per les work song amb les quals les dones marquen el ritme del treball en els camps.
Sovint, diversos gèneres de música i de dansa estan reservats a determinades franges d'edats; entre els Akamba, per exemple, els joves es dediquen a una dansa acrobàtica trucada mbeni, i existeixen balls diferents per als adults (per exemple el kilumi) i per als ancians (el kyaa). Els instruments es reserven generalment als homes, però amb algunes excepcions; per exemple, entre els akamba està difós un tipus de tambor que generalment toca una dona posat a cavall sobre la caixa de ressonància.

### Instruments tradicionals
En la música kenyana predominen les percussions, en particular els tambors típics de les cultures bantú. Bastant difosos són també els cordòfons: els luo, per exemple, tenen el nyatiti (una lira a vuit cordes) i la orutu (un violí); l'instrument típic dels Gusii és un enorme llaüt anomenat okobano; els borana toquen una guitarra anomenada chamonge. Alguns instruments de corda estan realitzats de manera insòlita; els Gusii, per exemple, toquen un instrument la caixa del qual de ressonància està constituïda per un forat en el sòl cobert d'una pell de cabra estirada; la pell està folrada i una corda està fixada a les vores del fòrum, en tensió. Menys importants, però difosos en diverses ètnies, són els instruments de vent, que comprenen diversos tipus de trompes, flauta i trompeta.
En alguns pobles la música és completament o gairebé completament vocal, en particular quan el pes i el volum dels instruments musicals estarien en conflicte amb un estil de vida nòmada o seminòmada. Els massais, per exemple, no tenen cap instrument musical; els complexos cors polifònics compleixen també amb la funció de secció rítmica. També tenen poca importància els instruments pels samburu (que usen només senzills zufoli i un instrument semblant a una guitarra) i els turkana (que usen gairebé exclusivament un instrument de vent realitzat amb una banya de kudú).

## Llengües
Les llengües oficials són el swahili i l'anglès. El SIL Internacional ha enumerat un total de 61 llengües a Kenya, totes vives:
- Àrab omaní: 15.000 parlants a Kenya. Es parla sobretot a la costa.
- Boni: 3.500 parlants a la zona forestal del Districte de Lamu i del riu Tana, a la Província Costanera.
- Borana: 152.000 parlants a la província oriental, als districtes de Marsabit i Isiolo.
- Bukusu: 565.000 parlants a la província occidental.
- Burji: 7.000 parlants a la zona de Moyale.
- Chonyi: 121.000 parlants a la província costanera, al districte de Kilifi.
- Chuka: 70.000 parlants al districte de Meru meridional, a la província oriental.
- Cutchi-swahili: 46.003 parlants a Kenya. També es parla a Tanzània.
- Daasanach: 2.500 parlants al nord-est del llac Turkana, al districte de Marsabit, a la província oriental.
- Dahalo: 400 parlants, a prop de la boca del riu Tana, a la província costanera.
- Digo: 217.000 parlants al districte de Kwale, a la província Costera, al sud de Mombasa. També es parla a Tanzània.
- Duruma: 247.000 parlants al districte de Kale occidental, a la província costanera, al sud de Mombasa, fins a la frontera amb Tanzània.
- El molo: pocs parlants, d'una població ètnica de 400 persones. Viuen al sud-est del llac Turkana, al districte de Marsabit, a la província oriental.
- Embu: 429.000 parlants, al districte d'Embu, a la província oriental.
- Endo: 80.000 parlants a la província de Rift Valley, al districte d'Elgeyo Marakwet.
- Garreh-ajuran: 128.000 parlants als districtes de Mandera i Wajr, a la província del Nord-est.
- Gikuyu: 5.347.000 parlants al centre occidental de Kenya, als districtes de Kiambu, Muran'a, Nyeri i Kirinyaga, a la província central.
- Giryama: 623.000 parlants al nord de Mombasa, als districtes de Kilifi i Kwale, a la província costanera.
- Gujarati: 50.000 parlants a Kenya, sobretot a Nairobi.
- Gusili: 1.582.000 parlants al districte de Kisii, a la província de Nyanza.
- Idakho-isukha-tiriki: 306.000 parlants al districte de Kakamega, a la província occidental.
- Kachchi: 10.000 parlants a Nairobi, Mombasa i a les rutes comercials.
- Kalenjin: 2.458.123 parlants, sobretot als districtes de Nandi, Kericho i Uasin Gishu, a la província de Rift Valley.
- Kamba: 2.448.300 parlants als districtes de Machakos i Kitui, a la província oriental.
- llengua de signes kenyana: uns 2.600 usuaris, d'una població aproximada de 200.000 sords.
- Konkani, goanès: 3.900 parlants a Kenya, sobretot a Nairobi.
- Kuria: 135.000 parlants al districte de Kuria, a la província de Nyanza.
- Logooli: 197.000 parlants al districte de Kakamega, a la província occidental.
- Luo: 3.185.000 parlants a la província de Nyanza. També es parla a Tanzània.
- Luyia: 3.418.083 parlants a la zona del llac Victòria, a la província occidental. També es parla a Uganda.
- Maasai: 453.000 parlants als districtes de Kajiado i Narok, a la província de Rift Valley. També es parla a Tanzània.
- Malakote: 8.000 parlants al nord de Pokomo, al riu Tana. A la província costanera.
- Meru: 1.305.000 parlants al districte de Meru, a la província oriental.
- Mwimbi-muthambi: 70.000 parlants al districte de Meru central, a la província oriental.
- Nubià: 10.000 parlants a la zona de Kibera.
- Nyala oriental: 35.000 parlants a la zona del llac Victòria, a la província occidental.
- Nyore: 120.000 parlants al districte de Kakamega, al golf d'Above Kavirongo, a la província occidental.
- Okiek: hi ha pocs parlants a Kenya, al districte de Nakuru, a la província de Rift Valley.
- Omotik: 50 parlants, d'una població ètnica d'unes 200 persones, al voltant de Lemek, al districte de Narok, a la província de Rift Valley.
- Orma: 55.000 parlants als districtes de Garissa i del riu Tana, a les províncies del Nord-est i costanera.
- Panjabi oriental: 10.000 parlants, sobretot a Nairobi.
- Baix pokomo: 29.000 parlants a la part baixa del riu Tana, al districte del riu Tana, a la província costanera.
- Alt pokomo: 34.000 parlants a la zona baixa del riu Tana, al districte del riu Tana, a la província costanera.
- Pökoot: 264.000 parlants als districtes de Baringo i de Pokot occidental, a la província de Rift Valley.
- Rendille: 32.000 parlants al districte de Marsabit, entre el llac Turkana i el mont Marsabit, a la província oriental.
- Sabaot: 143.000 parlants al districte del mont Elgon, a la província occidental. També a la província de Rift Valley.
- Sagalla: 10.000 parlants al districte de Taita, a la província costanera.
- Samburu: 147.000 parlants al districtes de Samburu i de Baringo, a la província de Rift Valley.
- Sanye: 5.000 parlants a les parts baixes del riu Tana, al districte de Lamu, a la província costanera.
- Somali: 420.354 parlants a la província del Nord-est.
- Subah: 129.000 parlants a l'est del llac Victòria i a les illes Mfangano i Rusinga. També es parla a Tanzània.
- Suahili: 131.000 parlants a Kenya, a la província costanera.
- Taita: 203.389 parlants al districte de Taita, a la província costanera.
- Talai: 38.091 parlants a la província de Rift Valley.
- Taveta: 14.358 parlants al districte de Taita, a la província costanera.
- Teso: 279.000 parlants al districte de Busia, a la província occidental.
- Tharaka: 112.000 parlants als districtes de Meru oriental, d'Embu i de Kitui, a la província oriental.
- Tugen septentrional: 144.000 parlants a l'oest de Kalenjin.
- Turkana: 340.000 parlants als districtes de Turkana, Samburu, Trans-Nzola, Laikipia i Isiolo, a la província de Rift Valley. També es parla a Etiòpia.
- Yaaku: 50 parlants al districte de Laikipia.

A més a més, a Kenya, també es parla àrab hadrami (10.000), hindi i àrab ta'izzi-adeni (10.000).

### Discografia
- Music of the Kuria and the Gusii of Western Kenya, Smithsonian Folkways recordings, Washington, D.C., 1972
- Work & dance songs from Kenya, Smithsonian Folkways recordings, Washington, D.C., 1975
- Gospel songs from Kenya : Kikamba hymns, Smithsonian Folkways recordings, Washington, D.C., 1976
- Tarabu : music from the Swahili of Kenia, Schott Music & Media, Mayence, 1993
- The bomas of Kenya : songs of African heritage, ARC Music, East Grinstead, West Sussex ; Clearwater, 2002
- Kenya : musiques du Nyanza, Ocora, Harmonia mundi, Paris, 1993 (2 CD)
- L'âge d'or du taarab de Mombasa, 1965-1975, Buda Musique, Socadisc, Paris, 2005

### Filmografia
- The day I will never forget, film documentaire de Kim Longinotto, Royal Anthropological Institute, Londres, 200X, 92' (DVD)
- The women's Olamal : the organization of a maasai fertility ceremony, film documentaire de Melissa Llelewyn-Davies, Documentary Educational Resources, Watertown, MA, 2007, 110' (DVD)
- Le Maulidi de Lamu, film documentaire de Gérard Perrier, Réseau France Outre-mer, Paris, ADAV, 2002, 26' (VHS)
- Le kangourou au Kenya, film d'amusement pour les jeunes de Jacques Pariseau, reseau Canada Québec, ADAV, 2007 27' (VHS)